# ダニエル・ミリチェヴィッチ
ダニエル・ミリチェヴィッチ（Danijel Milićević 、1986年1月5日 - ）は、スイス・ベッリンツォーナ出身の元プロサッカー選手。元ボスニア・ヘルツェゴビナ代表。現役時代のポジションは、ミッドフィールダー。

## 経歴

### クラブ
地元クラブでプレーを始め、プロ契約後はもっぱらスイスの2部チームでプレーした。
自身初の国外挑戦となったKASオイペンではジュピラー・プロ・リーグ昇格に貢献した。
2011年夏、シャルルロワSCに移籍した。チームはプロキシマス・リーグ制覇とジュピラー・プロ・リーグ昇格を達成し、ミリチェヴィッチも複数のビッグクラブからの関心が伝えられるようになった。
2014年1月KAAヘントに移籍。1ヶ月後のKVコルトレイク戦で移籍後初出場。8月のSVズルテ・ワレヘム戦で初ゴール。
2018年1月5日、FCメスへシーズン終了までの期限付き移籍。
2018年6月、KASオイペンへ2年契約で復帰した。

### 代表
ミリチェヴィッチ自身はスイスで生まれ育ったが、両親がボスニア・ヘルツェゴビナ・ビイェリナ地方出身のセルビア人であるため、スイス、ボスニア・ヘルツェゴビナ、セルビアの3つの代表を選ぶことが出来た。
2015年、メフメド・バジダレヴィッチ監督率いるボスニア・ヘルツェゴビナ代表でのプレーを望んでいると明らかにした。
2016年6月、FIFAからボスニア・ヘルツェゴビナ代表としてプレーすることが許可された。2016年8月の2018 FIFAワールドカップ・ヨーロッパ予選・エストニア戦で初キャップ。

## タイトル

### クラブ
シャルルロワ
- プロキシマス・リーグ: 2011–12

ヘント
- ジュピラー・プロ・リーグ: 2014–15
- ベルギー・スーパーカップ: 2015